# Pakowhai (rivière)

La rivière Pakowhair(en anglais : Pakowhai River) est un cours d'eau du secteur de Wairarapa, dans la région de  Wellington  de l’Île du Nord de la Nouvelle-Zélande .

## Géographie
Elle s’écoule initialement vers le nord puis vers l’est à partir de sa source au nord-est de la ville de Masterton, atteignant le fleuve Mataikona à 10 km de la côte de l’Océan Pacifique.